# Cnemidophorus pseudolemniscatus
Cnemidophorus pseudolemniscatus är en ödleart som beskrevs av  Cole och DESSAUER 1993. Cnemidophorus pseudolemniscatus ingår i släktet Cnemidophorus och familjen tejuödlor. Inga underarter finns listade i Catalogue of Life.